# Distrito de La Primavera
El distrito de La Primavera es uno de los quince distritos de la Provincia de Bolognesi, ubicado en el Departamento de Áncash en el Perú.
Limita al norte con el distrito de Pacllón, al este y al sur con el distrito de Mangas y al oeste con el distrito de Canis, el distrito de Abelardo Pardo Lezameta y el distrito de Chiquián.
El distrito fue creado el 21 de setiembre de 1985 mediante Ley N.º 24314 y tiene una población estimada mayor a 300 habitantes. Su capital es el poblado de Gorgorillo.
Tiene su caserío o anexo llamado Tauripón, el cual contiene parte de la población del distrito.

## Autoridades

### Municipales
- 2015 - 2018[1]
  - Alcalde: Eutimio Alva Pérez, del Partido Integración Social - Avanza País.

## Fauna
En las alturas del distrito, lo que se conoce como la parte puna, se encuentra animales silvestres como el puma y el zorro, además de vizcachas. La bondad del clima permite que un sinnúmero de aves puedan habitar en La Primavera.

## Flora
La flor representativa es el "Amangay", flor que sirve a los habitantes para hacer un trueque o cambio por algunos que otros alimentos con pobladores de distritos vecinos. Esta flor reside entre Tauripon y Gorgorillo, en el lugar que se conoce como Pauran, es una flor amarilla de agradable aroma.